# Kanachaur
Kanachaur (en népalais : कानाचौर) est un comité de développement villageois du Népal situé dans le district de Doti. Au recensement de 2011, il comptait 2 086 habitants.